# Walter Fritz Stettner
Walter Fritz Stettner (geboren 28. Juni 1914 in Triest, Österreich-Ungarn; gestorben 11. Mai 1998 in Bethesda (Maryland)) war ein US-amerikanischer Entwicklungsökonom.

## Leben
Walter Fritz Stettner war ein Sohn des Maximilian Stettner und der Katharina Zuckermann, er hatte eine jüngere Schwester, der Anfang 1939 die Flucht in die USA gelang. Sein Vater arbeitete im seit 1918 italienischen Triest als leitender Angestellter im Transportgewerbe und zog 1930 mit der Familie nach Wien, wo er einen Direktorenposten bei der Donaudampfschiffahrtsgesellschaft erhielt. Nach dem Anschluss Österreichs 1938 gelang dem Vater zwar die Flucht nach Triest und 1940 nach Shanghai, er starb allerdings dort im Jahr 1944. Stettners Mutter blieb bei ihrer Flucht 1939 in den Niederlanden stecken und wurde 1944 von den Deutschen im KZ Auschwitz ermordet.
Stettner studierte ab 1932 an der Rechts- und Staatswissenschaftlichen Fakultät der Universität Wien und wurde 1937 als Jurist promoviert. Er arbeitete als Repetitor und begann mangels anderer Beschäftigungsmöglichkeiten eine Lehre als Konditor. Auf  einer italienischen Einreisequota gelang ihm Ende 1938 die Ausreise in die USA. Mit einem Stipendium für Flüchtlinge studierte er bei Alvin Hansen an der Harvard University und wurde 1944 mit einer Dissertation über die Theorie der Staatsverschuldung im 19. Jahrhundert promoviert. Er erhielt 1944 die US-amerikanische Staatsangehörigkeit und heiratete 1945 Leonora Herreck und nach der Ehescheidung im Jahr 1959 Jean Hermann, mit der er zwei Töchter hatte. Stettner arbeitete in den nächsten Jahren in vielfältigen Positionen als ökonomischer Experte in der US-amerikanischen Verwaltung. Für den Board of Govenors des Federal Reserve System war er 1946 am Full Employment Act beteiligt, in der Economic Cooperation Administration wurde er 1948 Abteilungsleiter. Nach Abschluss des Marshall-Plans ging er für die International Cooperation Administration nach Korea. Ab 1958 war er für eine Zeit im Stab des Council of Economic Advisers angestellt. Von 1963 bis 1965 arbeitete er bei der  OECD in Paris und danach für das US-Außenministerium als Wirtschaftsberater in Argentinien, Laos, Pakistan und in Washingtoner Stäben der Agency for International Development zu Afrika und Vietnam. Nach seiner Pensionierung 1979 war er 1981/82 noch als Berater der Asiatischen Entwicklungsbank in Manila tätig.

## Schriften (Auswahl)
- Nineteenth Century Public Debt Theories in Great Britain and Germany. 1944
  - Sir James Steuart on the public debt, in: The quarterly journal of economics, 1945, S. 451–476 (Teilabdruck)
  - Public works and services in the postwar economy, in: Postwar economic studies, No. 6, Washington, DC: Board of Governors of the Federal Reserve System, S. 63–85 (Teilabdruck)
- The OECD Consortium for Turkey, in: The OECD Observer, April 1963
- The Brandt Commission Report: A Critical Appraisal, in: International Social Science Review, 1982 (über den Nord-Süd-Bericht)